# 屯門鄧肇堅運動場

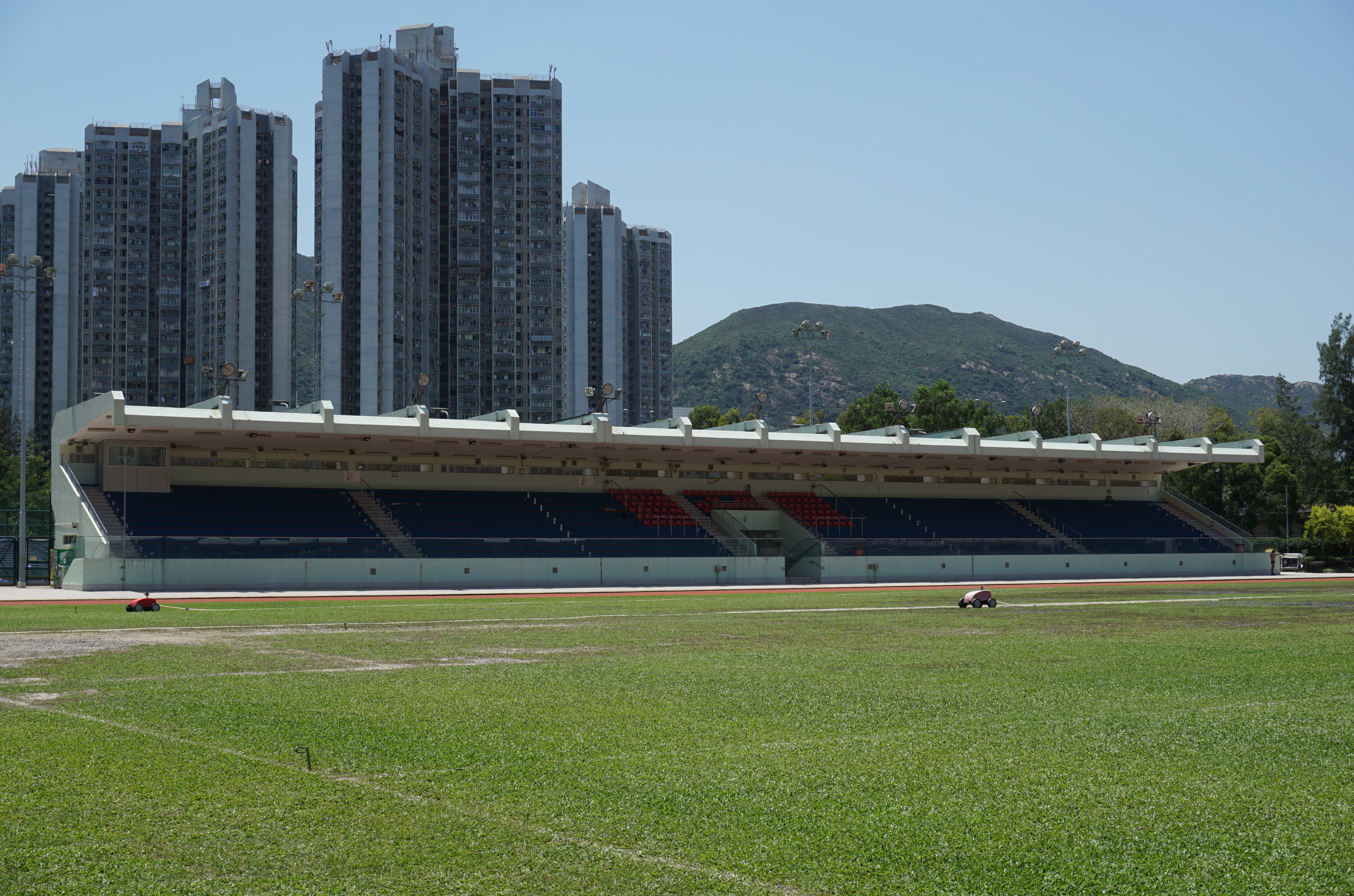
西面主看台

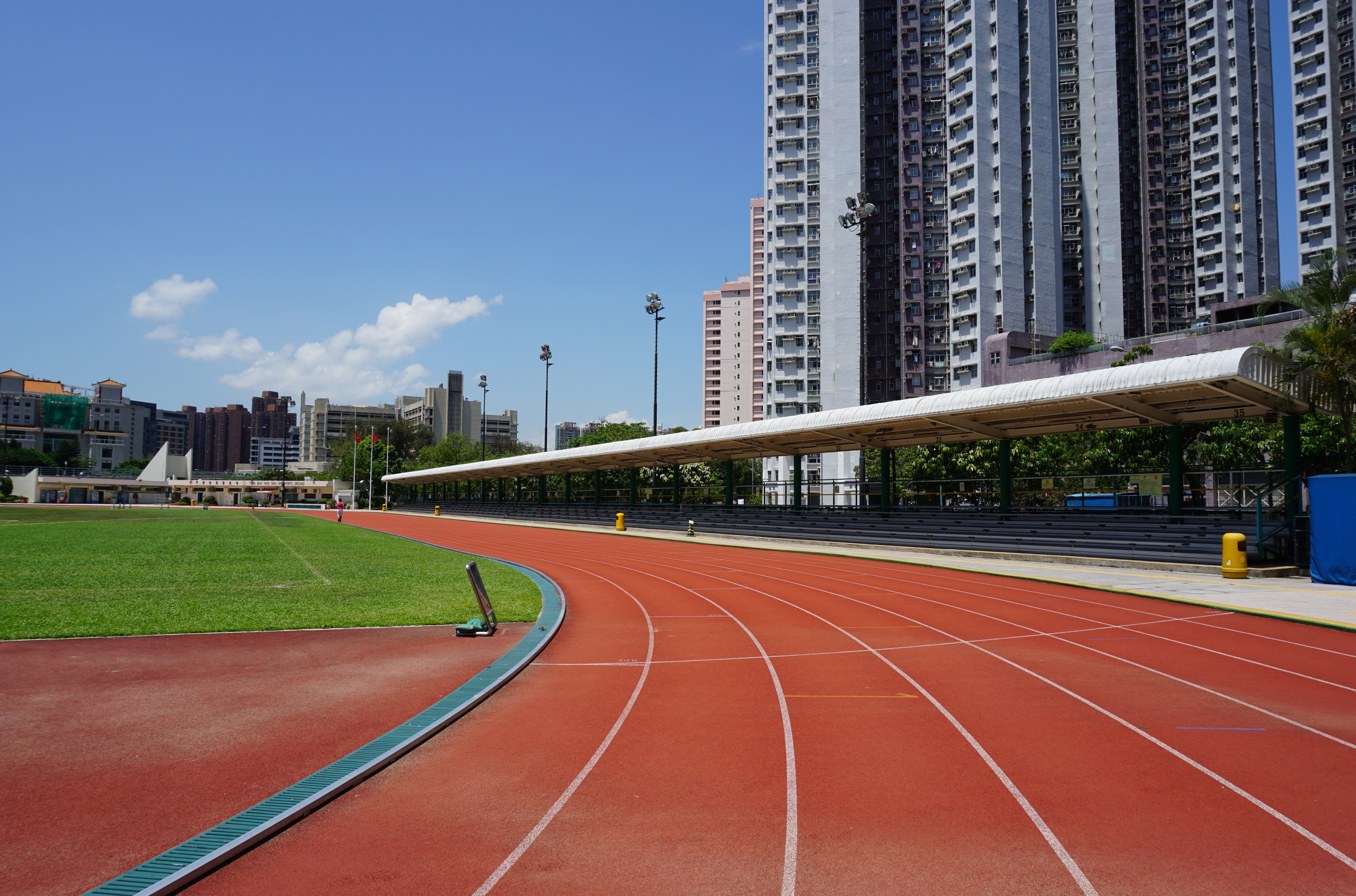
東面看台

屯門鄧肇堅運動場（英語：Tuen Mun Tang Shiu Kin Sports Ground）是香港一個多用途的運動場，位於新界屯門青松觀路，毗鄰大興邨及澤豐花園，佔地3公頃，於1981年12月17日啟用，建築費用達830萬港元，由時任政務司鍾逸傑主持開幕儀式。該運動場以香港慈善家鄧肇堅命名，是屯門區內首座大型運動場。現在主要用作舉行足球比賽及租予學校或團體作陸運會場地之用。觀眾容納人數達2,200人。
運動場跑道以西為主看台，可容納1,200人。而跑道以東亦設有看台，以鋁蓋搭建而成，可容納1,000人。

## 收費球賽
香港甲組足球聯賽曾經在2000-01年球季實施主客制，屯門鄧肇堅運動場為其中一個比賽場地，主場球隊為傑志。不過由於球場位處偏遠，入場人數偏低。最高入座的比賽為2000年10月29日傑志對南華的賽事，吸引1,500名球迷入場。由於反應不佳，主客制只實施一季便中止，及後再無甲組足球比賽在屯門運動場舉行，直至2010-2011年度球季，屯门体育会足球队成功升上港甲並以此運動場為主場，才再有甲組足球比賽在此舉行。
2019–20球季，港超聯球隊標準流浪以屯門鄧肇堅運動場為主場。

## 場地資料
- 地址：屯門青松觀路
- 查詢電話：（852）2463 9633／（852）2451 1159（辦公時間）
- 設施：1條8線400米跑道、1個草地球場
- 緩步跑時間：0615-2230
- 定期保養日：逢星期一、每月第二及第四個星期四

## 外部連結
- （繁體中文） 康文署 | 屯門鄧肇堅運動場 （页面存档备份，存于）